# Lindholmiola barbata
Lindholmiola barbata is een slakkensoort uit de familie van de Helicodontidae. De soort is endemisch op Kreta en Gavdos in Griekenland.
Lindholmiola barbata werd voor het eerst wetenschappelijk beschreven als Helix barbata door A. Ferussac (1821).